# پسکان
پسکان (به لاتین: Piskon) یک منطقهٔ مسکونی در تاجیکستان است که در ولایت سغد واقع شده‌است.

## خصوصیات
پسکان ۷۱ نفر جمعیت دارد و ۲٬۶۰۹ متر بالاتر از سطح دریا واقع شده‌است.